# (37936) 1998 GH1
1998 GH1 (asteroide 37936) é um asteroide da cintura principal. Possui uma excentricidade de 0.17906940 e uma inclinação de 8.32073º.
Este asteroide foi descoberto no dia 4 de abril de 1998 por Frank B. Zoltowski em Woomera.